# День Оленя
День Оле́ня — профессиональный праздник работников оленеводства в Ненецком автономном округе и Республике Коми. Отмечается 2 августа одновременно с Ильиным днём. Празднование Дня Оленя приурочено к окончанию летнего выпаса оленей и началу перекочевки стад на зимние пастбища.

## История
С 1932 года праздник отмечался в первое воскресенье августа. С 1958 по 1994 год праздник назывался  Днём оленевода, (в Ямало-Ненецком автономном округе такое название он носит и сейчас). Официальная дата празднования Дня Оленя - 2 августа закреплена в 2007 году.

## Праздник
За длительный период проведения закрепились традиционные места праздника. Обязательная часть Дня Оленя — торжественное собрание с подведением итогов работы за первое полугодие, результаты отельной кампании, сохранности взрослых оленей и молодняка. В День Оленя также проводятся рабочие встречи первых лиц органов государственной власти с оленеводами. Иногда к Дню Оленя приурочиваются другие торжества (свадьбы, юбилеи, чествования старейшин и т. д.).
Во время праздника в стойбищах оленеводов проводятся соревнования по национальным видам спорта — прыжки через нарты, метание тынзея на хорей, гонки на оленьих упряжках, соревнования по национальной борьбе, а также выступления народных коллективов художественной самодеятельности и народные гуляния, организуется торговля и праздничные застолья. Также проводится медицинское обследование оленеводов и их семей.